# Guilherme Rau
Guilherme Rau (? -1953) fue un botánico y paleontólogo brasileño de origen alemán el cual llegó en 1900 en la ciudad de Santa Maria, Río Grande del Sur, Brasil.

## Biografía
Médico Oftalmólogo. Enseñó Botánica entre 1934 y 1935, la Facultad de Farmacia de Santa Maria.
Entre 1915 a 1917, ayudó al científico alemán Dr. H. Lotz, del Servicio Geológico de Berlín, en la colección de 200 piezas en Sitio Paleontológico Sanga da Alemoa. Este material fue enviado a Friedrich von Huene, en Alemania en 1924. Dio un gran aporte al Geoparque Paleorrota.